# Santa Cruz (Madère)
Pour les articles homonymes, voir Santa Cruz.
Santa Cruz (prononcé en portugais : [ˈsɐ̃.tɐ ˈkɾuʃ]) est une ville située sur la côte sud de l'île de Madère, au Portugal, à 18 km, à l'est de Funchal, la capitale de l'île, et à 5 km de Machico. La commune a une superficie de 95,9 km2, incluant les Ilhas Desertas, une zone naturelle protégée. Elle est administrativement divisée en cinq paroisses civiles (« freguesia ») : Santa Cruz, Caniço, Gaula, Camacha et Santo António da Serra
Le peuplement du site coïncide avec la colonisation de l'ile, entre 1425 et 1440, sur les actuels lieux-dits de São Fernando et Santa Catarina.
L'aéroport de Madère, Aéroport de Funchal, est situé sur la commune, limitrophe avec la commune de Machico.

## Démographie
| 1849  | 1900   | 1930   | 1960   | 1981   | 1991   | 2001   | 2011   |
| ----- | ------ | ------ | ------ | ------ | ------ | ------ | ------ |
| 7 285 | 16 358 | 24 852 | 29 042 | 23 261 | 23 465 | 29 721 | 43 005 |

## Tourisme
La plage de Santa-Cruz est une plage de galets.

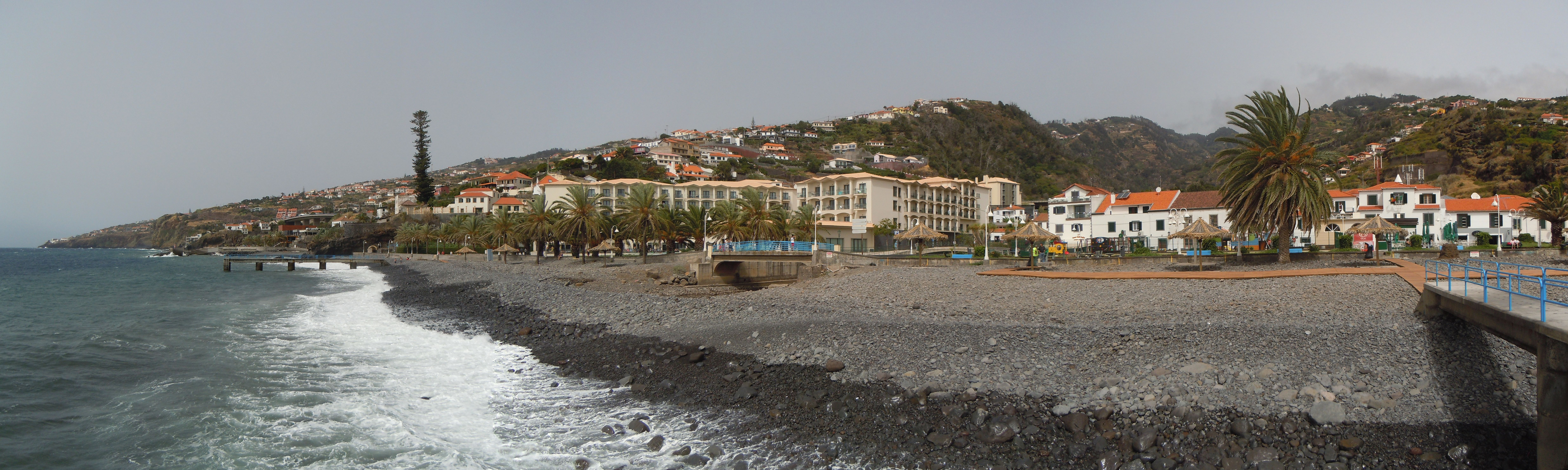
Vue panoramique de la plage de Santa-Cruz